# Eden Alene
Eden Alene (en hébreu : עדן אלנה; née le 7 mai 2000 à Jérusalem), parfois connue sous le mononyme Eden, est une chanteuse israélienne. Elle a été choisie pour représenter Israël au Concours Eurovision de la chanson 2020 annulé par la suite à cause de la pandémie de COVID19. Elle représentera finalement Israël au concours Eurovision de la chanson 2021 pour terminer 17e.

## Jeunesse
Eden Alene naît le 7 mai 2000, dans le quartier de Katamon à Jérusalem, de parents juifs éthiopiens ayant fait leur Aliyah. Ils divorcent lorsqu'elle a deux ans ; Eden n'a depuis plus contact avec son père. Elle suit un enseignement religieux.

En 2018, elle est enrôlée dans l'Armée de défense d'Israël.

## Carrière
En octobre 2017, Eden participe aux auditions de la troisième saison de The X Factor Israel. Elle y interprètera Stone Cold de Demi Lovato, et gagnera le 30 janvier 2018. En décembre de la même année, elle sort son premier single, Better.

En février 2019, elle sort une reprise de la chanson Save Your Kisses for Me de Brotherhood of Man, chanson gagnante du Concours Eurovision de la chanson 1976. En mars de la même année, sort son deuxième single, When It Comes To You. Elle participe également, la même année, à une mise en scène de la comédie musicale Little Shop of Horrors.

Toujours en 2019, elle participe à la septième saison de HaKokhav HaBa, version israélienne du télé-crochet Rising Star, dans le but de participer au Concours Eurovision de la chanson 2020. Elle remporte la finale de l'émission le 4 février 2020, et est alors déclarée représentante israélienne au Concours Eurovision de la chanson 2020, qui se tiendra à Rotterdam aux Pays-Bas. Sa chanson, Feker Libi, est sélectionnée lors d'une émission de télévision spéciale, intitulée HaShir HaBa L'Eurovizion. Outre l'anglais, elle comporte des paroles en hébreu, arabe et en amharique, ce qui en fait la première chanson de l'histoire du Concours à être interprétée dans cette langue.

## Vie privée
Eden réside à Kiryat Gat, en Israël.

## Discographie

### EP
- 2020:  HaShir HaBa L'Eurovizion

### Singles
- 2018 : Better
- 2019 : Save Your Kisses for Me
- 2019 : When It Comes to You
- 2020 : Feker Libi
- 2021 : Set Me Free